# Martin (Georgia)
Martin es un pueblo ubicado en el condado de Stephens en el estado estadounidense de Georgia. En el censo de 2000, su población era de 311.

## Demografía
En el 2000 la renta per cápita promedia del hogar era de $29,000, y el ingreso promedio para una familia era de $43,750. El ingreso per cápita para la localidad era de $15,009. Los hombres tenían un ingreso per cápita de $31,333 contra $19,191 para las mujeres.

## Geografía
Martin se encuentra ubicado en las coordenadas 31°16′16″N 83°27′55″O / 31.27111, -83.46528 (31.271232, -83.465414).
Según la Oficina del Censo, la localidad tiene un área total de 3,9 km² (1,5 mi²), de la cual 3,9 km² (1,5 mi²) es tierra y 0 km² (0 mi²) (0.00%) es agua.